# El Sol de Antequera
El Sol de Antequera es un periódico español editado en la localidad malagueña de Antequera. Fundado en 1918, en la actualidad es el Decano de la prensa en la provincia de Málaga.

## Historia
Fundado en 1918 por el librero e impresor Francisco Muñoz Pérez, su primer número es del 30 de junio de 1918. Venía a suceder al desaparecido Heraldo de Antequera. Desde su fundación se ha editado ininterrumpidamente con excepción de un breve período de tres semanas entre el 19 de julio y el 16 de agosto de 1936, al inicio de la guerra civil española. 
Periódico de ámbito comarcal, dedica una atención especial a la información local generada en la ciudad de Antequera y su área de influencia. La publicación tiene su redacción en Calle Encarnación, en Antequera.
Desde el 1 de enero de 2010, ha lanzado una radio y una televisión digital a través de su portal de información web www.elsoldeantequera.com, la página web más visitada de la Comarca de Antequera. Esta radio y televisión se desarrolla por medio de la marca "ATQ Radio-Televisión".
Es el cuarto periódico más antiguo de Andalucía, tras el Diario de Cádiz, El Correo de Andalucía y La Higuerita.